# Christel Hausding
Christel Hausding (* 20. November 1949 in Leverkusen) ist eine deutsche Pädagogin, Erziehungswissenschaftlerin und Autorin. Von 2008 bis 2014 war sie Präsidentin der Synode der Evangelischen Landeskirche in Württemberg.

## Werdegang
Christel Hausding entstammt einem katholischen Elternhaus. Nach dem Abitur am Städtischen Mädchengymnasium Leverkusen 1968 studierte sie an der Pädagogischen Hochschule Köln, wo sie ihr erstes Staatsexamen ablegte. Nach Beendigung ihrer Referendarzeit und dem zweiten Staatsexamen als Grund- und Hauptschullehrerin schloss sie ein Studium der Pädagogik, Psychologie und Geografie an, das sie 1978 mit einer Promotion im Bereich der Erziehungswissenschaften abschloss. Kurz danach konvertierte sie zum evangelischen Glauben. Von 1978 bis 1981 war sie wissenschaftliche Assistentin im Fachbereich Geografie an der Pädagogischen Hochschule Aachen.
Seit 1983 ist sie Mitglied der württembergischen Landessynode und seit 1991 zusätzlich Mitglied der Synode der Evangelischen Kirche in Deutschland.
Am 23. Februar 2008 wurde sie als Nachfolgerin Horst Neugarts Präsidentin der Synode der Evangelischen Landeskirche in Württemberg.
Sie gehört dem Gesprächskreis Lebendige Gemeinde an, engagiert sich im Forum missionarischer Frauen sowie im Landesvorstand der Evangelischen Sammlung in Württemberg und ist im Kirchenbezirk Ulm als Prädikantin tätig. Sie ist Mitglied in Beiräten des Diakonissenmutterhauses Aidlingen und der Internationalen Hochschule Liebenzell.
Christel Hausding ist seit 1980 verheiratet und wohnt in Langenau bei Ulm. Sie schrieb mehrere Bücher im Bereich der Pädagogik und innerhalb ihres kirchlichen Engagements.

## Veröffentlichungen (Auswahl)
- Wenn meine Eltern älter werden. Hänssler. Holzgerlingen 2008, ISBN 978-3-7751-4766-8
- Das habe ich mit Gott erlebt. Hänssler, Neuhausen-Stuttgart 1997, ISBN 3-7751-2795-X
- Lebenskrisen als Lebenschancen. Johannisverlag, Lahr 1995, ISBN 3-501-07105-1
- Frauen im Pietismus: Frauenbilder in der Kirchengeschichte und Ziele evangelischer Frauenarbeit heute. Idea Dokumentation, Wetzlar 1994 (zusammen mit Peter Zimmerling)
- Vater- oder Mutterunser. Idea Dokumentation, Wetzlar 1994